# Liberdades do ar

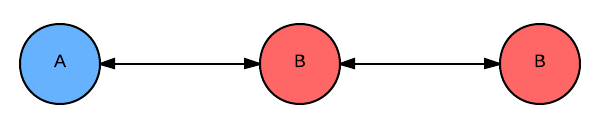
Liberdades do ar

As Liberdades do Ar são um conjunto de direitos de aviação comercial que concedem à(s) empresa(s) aérea(s) de um Estado a prerrogativa de entrar e pousar no espaço aéreo e no território de outro Estado. Foram formuladas em virtude de desentendimentos acerca da proposta liberalização dos serviços aéreos na Convenção sobre Aviação Civil Internacional, de 1944. Estabeleceu-se, então, um conjunto padronizado de direitos aéreos que seriam (e ainda são) negociados entre os Estados.
O Acordo de Trânsito de Serviços Aéreos Internacionais abre as duas primeiras liberdades a todos os signatários. O Acordo de Transporte Aéreo Internacional, por sua vez, abre aos signatários todas as cinco liberdades do ar definidas na Convenção de 1944. Diferentemente da Convenção, poucos Estados assinaram o Acordo de Transporte, preferindo negociar as liberdades do ar diretamente por intermédio de acordos bilaterais de serviços aéreos.
A prática e a doutrina acrescentaram outras liberdades às cinco previstas na Convenção, sem definição jurídica por tratado internacional.
As liberdades do ar são definidas abaixo. Devem ser entendidas como direitos que um Estado outorga a outro, no contexto de uma negociação bilateral. As duas primeiras liberdades são chamadas "liberdades técnicas". As terceira e quarta liberdades são conhecidas como "tráfego fundamental", pois dizem respeito ao tráfego de passageiros e carga exclusivamente entre as duas Partes Contratantes. A quinta liberdade é chamada "tráfego acessório", pois é outorgada no âmbito de uma operação de tráfego fundamental.

## Liberdades

### Primeira Liberdade
O direito de sobrevoar o território do Estado contratante sem pousar.

### Segunda Liberdade
O direito de fazer uma escala técnica (reabastecimento ou manutenção) no território do outro Estado contratante, sem embarcar ou desembarcar passageiros ou carga.

### Terceira Liberdade
O direito de transportar passageiros e carga do território do Estado de nacionalidade da aeronave para o território do outro Estado contratante.

### Quarta Liberdade
O direito de transportar passageiros e carga do território do outro Estado contratante para o território do Estado de nacionalidade da aeronave.

### Quinta Liberdade
O direito de transportar passageiros e carga entre o território do outro Estado contratante e o território de um terceiro Estado, no âmbito de um serviço aéreo destinado a ou proveniente do Estado de nacionalidade da aeronave. Divide-se em "quinta liberdade intermediária" (se a escala no território do terceiro Estado ocorre durante o percurso entre o território de uma das Partes Contratantes e o da outra - ponto intermediário) e "quinta liberdade além" (quando a escala no território do terceiro Estado ocorre depois da escala no território do outro Estado contratante - ponto além).

### Sexta Liberdade
O direito de transportar passageiros e carga, através do território do Estado de nacionalidade da aeronave, entre o território de um terceiro Estado (ponto aquém) e o território do outro Estado contratante.

### Sétima Liberdade
O direito de transportar passageiros e carga entre o território do outro Estado contratante e o território de terceiro Estado, sem continuar o serviço aéreo para o território do Estado de nacionalidade da aeronave.

### Oitava Liberdade
O direito de transportar passageiros e carga entre dois pontos no território do outro Estado contratante, no âmbito de um serviço aéreo destinado a ou proveniente do Estado de nacionalidade da aeronave. Trata-se de direitos de cabotagem, raramente concedidos.

### Nona Liberdade
O direito de transportar passageiros e carga entre dois pontos no território do outro Estado contratante, sem continuar o serviço aéreo para o território do Estado de nacionalidade da aeronave. Trata-se de direitos de cabotagem pura, raramente concedidos.